# Ganso-da-reunião
O ganso-da-reunião (Alopochen kervazoi) é uma espécie extinta de ave que era endêmica da ilha da Reunião. É um parente próximo do ganso-do-egito (Alopochen aegyptiaca).